# Campionati europei under 18 di atletica leggera 2022
I campionati europei under 18 di atletica leggera 2022 sono la terza edizione dei campionati europei under 18 di atletica leggera (in inglese European Athletics U18 Championships). Si sono svolti a Gerusalemme, in Israele, dal 4 al 7 luglio e il programma prevedeva 40 diverse discipline, 20 maschili e 20 femminili.
L'edizione precedente si sarebbe dovuta svolgere a Rieti nel 2020, ma a causa della pandemia di COVID-19 l'evento fu dapprima rinviato al 2021 e successivamente cancellato e alla città di Rieti venne riassegnata l'edizione del 2026 di questi campionati.

## Nazioni partecipanti
Tra parentesi, il numero di atleti partecipanti per nazione.
- Albania (1)
- Andorra (2)
- Armenia (2)
- Austria (15)
- Azerbaigian (1)
- Belgio (15)
- Bosnia ed Erzegovina (3)
- Bulgaria (15)
- Cipro (18)
- Croazia (11)
- Danimarca (18)
- Estonia (23)
- Finlandia (50)
- Francia (35)
- Georgia (1)
- Germania (51)
- Gran Bretagna (42)
- Grecia (50)
- Irlanda (20)
- Islanda (3)
- Israele (16)
- Italia (53)
- Kosovo (2)
- Lettonia (23)
- Liechtenstein (1)
- Lituania (16)
- Lussemburgo (3)
- Macedonia del Nord (1)
- Malta (3)
- Moldavia (5)
- Monaco (1)
- Montenegro (1)
- Norvegia (23)
- Paesi Bassi (19)
- Polonia (41)
- Portogallo (15)
- Rep. Ceca (23)
- Romania (31)
- San Marino (1)
- Serbia (25)
- Slovacchia (14)
- Slovenia (32)
- Spagna (43)
- Svezia (34)
- Svizzera (46)
- Turchia (46)
- Ucraina (19)
- Ungheria (44)

## Risultati

### Uomini
| Specialità | Oro | Prestazione | Argento | Prestazione | Bronzo                                                                                         | Prestazione   |
| Corse piane | |             | |             |                                                                                                |               |
| 100 m piani | Marek Zakrzewski                                                                                             | 10"32       | Isak Hughes | 10"36       | Benedikt Thomas Wallstein                                                                      | 10"44         |
| 200 m piani | Dejan Ottou                                                                                                  | 21"10       | Eduardo Longobardi | 21"22       | Michał Gorzkowicz                                                                              | 21"34         |
| 400 m piani | David García                                                                                                 | 46"67       | Árpád Kovács | 47"87       | Adrian Wójciak                                                                                 | 48"13         |
| 800 m piani | Jakub Dudycha                                                                                                | 1'51"35     | Noam Mamu | 1'51"79     | Davide De Rosa                                                                                 | 1'51"81       |
| 1 500 m piani | Niels Laros                                                                                                  | 3'49"99     | Andreas Fjeld Halvorsen | 3'52"14     | Tendai Nyabadza                                                                                | 3'52"47       |
| 3 000 m piani | Niels Laros                                                                                                  | 8'11"49     | Andreas Fjeld Halvorsen | 8'13"48     | Edward Bird                                                                                    | 8'14"59       |
| Marcia 10 000 m | Frederick Weigel                                                                                             | 44'01"60    | Giuseppe Disabato | 44'16"55    | Miguel Espinosa                                                                                | 44'46"88      |
| Corse a ostacoli | |             | |             |                                                                                                |               |
| 110 m hs (91,4 cm) | David Pronk                                                                                                  | 13"50       | Némo Rase | 13"56       | Nils Leifert                                                                                   | 13"60         |
| 400 m hs (84 cm) | Bastian Elnan Aurstad                                                                                        | 50"89       | Fintan Dewhirst | 51"65       | Gergő Takács                                                                                   | 51"77         |
| 2000 m siepi | Sergio del Barrio                                                                                            | 5'38"55     | Hicham Errbibih | 5'40"35     | Aarno Liebl                                                                                    | 5'40"45       |
| Salti | |             | |             |                                                                                                |               |
| Salto in alto | Mattia Furlani                                                                                               | 2,15 m      | Michalīs Christofī | 2,13 m      | Non assegnata                                                                                  | Non assegnata |
| Salto in alto | Mattia Furlani                                                                                               | 2,15 m      | Jakub Walecki | 2,13 m      | Non assegnata                                                                                  | Non assegnata |
| Salto con l'asta | Michał Gawenda                                                                                               | 5,10 m      | Valentin Imsand | 5,10 m      | Linus Jönsson                                                                                  | 5,10 m =      |
| Salto in lungo | Mattia Furlani                                                                                               | 8,04 m      | Thomas Martinez | 7,73 m w    | Francesco Inzoli                                                                               | 7,58 m w      |
| Salto triplo | Lachezar Valchev                                                                                             | 15,76 m     | Nicolò Cannavale | 15,45 m     | Vasil Rusenov                                                                                  | 15,18 m       |
| Lanci | |             | |             |                                                                                                |               |
| Getto del peso (5 kg) | Ali Peker | 21,03 m     | Georg Harpf | 20,16 m     | Aatu Kangasniemi                                                                               | 19,48 m       |
| Lancio del disco (1,5 kg) | Mykhailo Brudin                                                                                              | 64,51 m     | Yannick Rolvink | 63,06 m     | Mihai Motorca                                                                                  | 58,18 m       |
| Lancio del giavellotto (700 g) | Topi Parviainen                                                                                              | 84,52 m     | Máté Horvát | 73,72 m     | Ryan Jansen                                                                                    | 72,10 m       |
| Lancio del martello (5 kg) | Iosif Kesidis                                                                                                | 78,92 m     | Aatu Kangasniemi | 77,74 m     | Georgios Papanastasiou                                                                         | 77,37 m       |
| Prove multiple | |             | |             |                                                                                                |               |
| Decathlon (under 18) | Amadeus Gräber                                                                                               | 7626 p.     | Leo Göransson | 7609 p.     | Alexandre Montagné                                                                             | 7591 p.       |
| Staffette | |             | |             |                                                                                                |               |
| Staffetta svedese (100 - 200 - 300 - 400 m) | Italia Francesco Inzoli Filippo Padovan Eduardo Longobardi Davide De Rosa Sofian Safraoui Luca Marsicovetere | 1'52"69     | Norvegia Jonathan Hertwig-Ødegaard Sebastian Berntsen Even Elias Grannes Pedersen Bastian Elnan Aurstad Sindre Strønstad-Løseth | 1'53"36     | Gran Bretagna Teddy Wilson Dejaune Lingard Dean Patterson Tom Gaunce Callum Webb Jac Patterson | 1'53"75       |
| miglior prestazione mondiale under 18; miglior prestazione mondiale stagionale under 18; record europeo; miglior prestazione europea stagionale; record europeo under 18; record dei campionati; record nazionale; record nazionale under 18; record personale; record personale stagionale. | |             | |             |                                                                                                |               |

### Donne
| Specialità | Oro | Prestazione | Argento | Prestazione | Bronzo                                                                                       | Prestazione |
| Corse piane | |             | |             |                                                                                              |             |
| 100 m piani | Nia Wedderburn-Goodison | 11"39       | Chelsea Kadiri                                                                                             | 11"50       | Renee Regis                                                                                  | 11"58 =     |
| 200 m piani | Faith Akinbileje | 23"36 w     | Holly Okuku                                                                                                | 24"03 w     | Lara Jurčić                                                                                  | 24"22 w     |
| 400 m piani | Charlotte Henrich | 53"54       | Lurdes Gloria Manuel                                                                                       | 53"61       | Edanur Tulum                                                                                 | 53"96       |
| 800 m piani | Malin Hoelsveen | 2'09"29     | Jana Becker                                                                                                | 2'09"52     | Iris Downes                                                                                  | 2'09"56     |
| 1 500 m piani | Annie Mann | 4'23"41     | Ayça Fidanoğlu                                                                                             | 4'23"98     | Shirin Kerber                                                                                | 4'24"46     |
| 3 000 m piani | Sofia Thøgersen | 9'20"56     | Jessica Bailey                                                                                             | 9'32"74     | Edibe Yağiz                                                                                  | 9'34"53     |
| Marcia 5 000 m | Sofia Santacreu | 22'46"32    | Martina Sciannamea                                                                                         | 23'15"40    | Léna Auvray                                                                                  | 23'26"07    |
| Corse a ostacoli | |             | |             |                                                                                              |             |
| 100 m hs (76,2 cm) | Mia McIntosh | 13"05       | Essi Niskala                                                                                               | 13"29       | Sofia Pizzato                                                                                | 13"33       |
| 400 m hs | Ophelia Pye | 58"09       | Zoë Laureys                                                                                                | 58"22       | Stephanie Okoro                                                                              | 58"44 =     |
| 2000 m siepi | Jolanda Kallabis | 6'20"22     | Adia Budde                                                                                                 | 6'28"09     | Sofia Thøgersen                                                                              | 6'29"68     |
| Salti | |             | |             |                                                                                              |             |
| Salto in alto | Angelina Topić | 1,92 m      | Johanna Göring                                                                                             | 1,88 m      | Merel Maes                                                                                   | 1,86 m      |
| Salto con l'asta | Iliana Triantafyllou | 4,05 m      | Viktorie Ondrová                                                                                           | 3,95 m =    | Ella Uddenäs                                                                                 | 3,85 m =    |
| Salto in lungo | Ayla Hallberg Hossain | 6,39 m      | Brina Likar                                                                                                | 6,30 m      | Plamena Chakarova                                                                            | 6,24 m      |
| Salto in lungo | Ayla Hallberg Hossain | 6,39 m      | Brina Likar                                                                                                | 6,30 m      | Laura Martínez                                                                               | 6,24 m      |
| Salto triplo | Clémence Rougier | 13,72 m     | Teodora Boberić                                                                                            | 13,36 m     | Natalija Dragojević                                                                          | 13,04 m     |
| Lanci | |             | |             |                                                                                              |             |
| Getto del peso (3 kg) | Cleo Agyepong | 17,39 m     | Chantal Rimke                                                                                              | 16,86 m     | Paige Stevens                                                                                | 16,69 m     |
| Lancio del disco | Curly Brown | 50,64 m     | Princesse Hyman                                                                                            | 50,27 m     | Anna Kicińska                                                                                | 46,60 m     |
| Lancio del giavellotto (500 g) | Veera Sauna-Aho | 52,22 m     | Suze Zeevat                                                                                                | 50,68 m     | Orinta Navikaitė                                                                             | 50,64 m     |
| Lancio del martello (3 kg) | Valentina Savva | 70,28 m     | Villő Viszkeleti                                                                                           | 69,11 m     | Emilia Kolokotroni                                                                           | 65,35 m     |
| Prove multiple | |             | |             |                                                                                              |             |
| Eptathlon (under 18) | Jana Koščak | 6106 p.     | Sarolta Kriszt                                                                                             | 5794 p.     | Pia Meßing                                                                                   | 5690 p.     |
| Staffette | |             | |             |                                                                                              |             |
| Staffetta svedese (100 - 200 - 300 - 400 m) | Gran Bretagna Renee Regis Faith Akinbileje Rebecca Grieve Etty Sisson Emmanuella Quaye Nia Wedderburn-Goodison Jessica Astill | 2'07"18     | Italia Alice Pagliarini Ludovica Galuppi Elisa Marcello Gloria Kabangu Valentina Vaccari Clarissa Vianelli | 2'07"35     | Rep. Ceca Ester Parohová Terezie Táborská Adéla Tkáčová Lurdes Gloria Manuel Viktorie Jánská | 2'07"53     |
| miglior prestazione mondiale under 18; miglior prestazione mondiale stagionale under 18; record europeo; miglior prestazione europea stagionale; record europeo under 18; record dei campionati; record nazionale; record nazionale under 18; record personale; record personale stagionale. | |             | |             |                                                                                              |             |

## Medagliere
| Posizione | Paese         | Oro | Argento | Bronzo | Totale |
| --------- | ------------- | --- | ------- | ------ | ------ |
| 1         | Gran Bretagna | 8   | 1       | 7      | 16     |
| 2         | Germania      | 4   | 7       | 3      | 14     |
| 3         | Italia        | 3   | 5       | 3      | 11     |
| 4         | Paesi Bassi   | 3   | 2       | 1      | 6      |
| 5         | Spagna        | 3   | 0       | 2      | 5      |
| 6         | Francia       | 2   | 3       | 2      | 7      |
| 7         | Norvegia      | 2   | 3       | 0      | 5      |
| 8         | Finlandia     | 2   | 2       | 1      | 5      |
| 9         | Polonia       | 2   | 1       | 3      | 6      |
| 10        | Cipro         | 2   | 1       | 1      | 4      |
| 11        | Svezia        | 1   | 2       | 2      | 5      |
| 12        | Rep. Ceca     | 1   | 2       | 1      | 4      |
| 13        | Turchia       | 1   | 1       | 2      | 4      |
| 14        | Serbia        | 1   | 1       | 1      | 3      |
| 15        | Bulgaria      | 1   | 0       | 2      | 3      |
| 16        | Croazia       | 1   | 0       | 1      | 2      |
| 16        | Danimarca     | 1   | 0       | 1      | 2      |
| 16        | Grecia        | 1   | 0       | 1      | 2      |
| 19        | Ucraina       | 1   | 0       | 0      | 1      |
| 20        | Ungheria      | 0   | 4       | 1      | 5      |
| 21        | Belgio        | 0   | 2       | 1      | 3      |
| 22        | Svizzera      | 0   | 1       | 2      | 3      |
| 23        | Irlanda       | 0   | 1       | 0      | 1      |
| 23        | Israele       | 0   | 1       | 0      | 1      |
| 23        | Slovenia      | 0   | 1       | 0      | 1      |
| 26        | Lituania      | 0   | 0       | 1      | 1      |
| 26        | Romania       | 0   | 0       | 1      | 1      |
| Totale    | Totale        | 40  | 41      | 40     | 121    |